# Reino Paasilinna
Reino Paasilinna (n. 5 decembrie 1939, Petsamo⁠(d), Lapin lääni, Finlanda – d. 21 iulie 2022, Helsingfors, Finlanda) a fost  un om politic finlandez, membru al Parlamentului European în perioada 1996-2009 din partea Finlande. Scriitor Arto Paasilinna a fost fratele lui.